# Sobór św. Bazylego w Owruczu

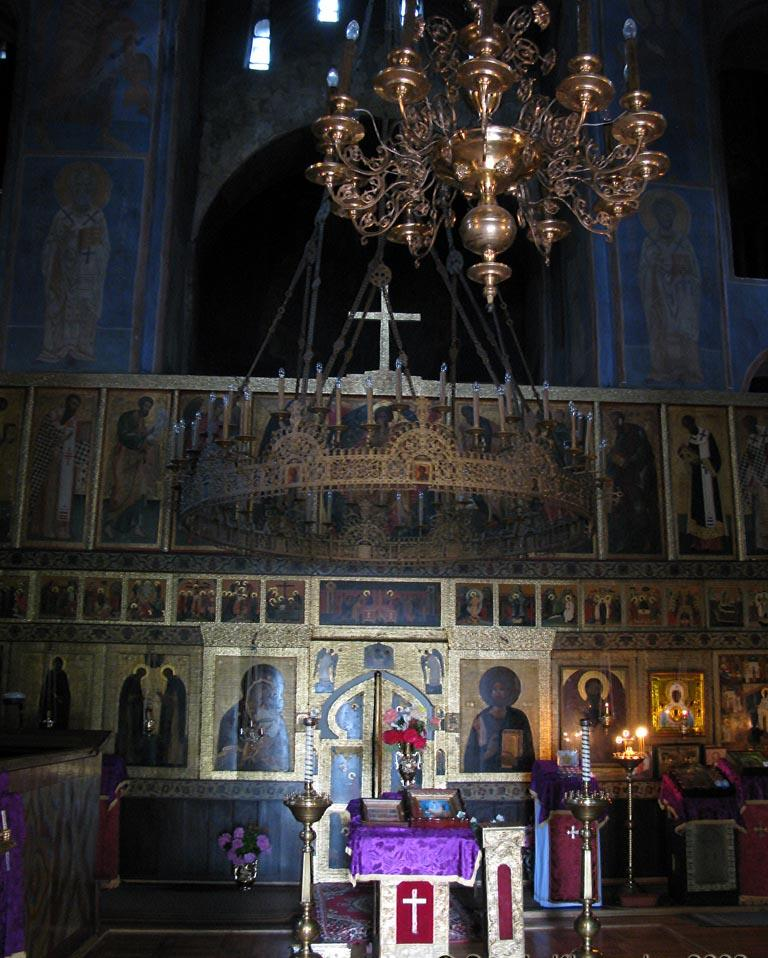
Ikonostas w soborze

Sobór św. Bazylego – prawosławny sobór w Owruczu, w eparchii owruckiej Ukraińskiego Kościoła Prawosławnego Patriarchatu Moskiewskiego.
Pierwszą cerkiew w Owruczu miał wznieść Włodzimierz Wielki. Dwieście lat później kniaź Ruryk Rościsławowicz zainicjował budowę na jej miejscu nowej, murowanej świątyni. Obiekt ten popadł w ruinę po najeździe mongolskim w 1241. Ze względu na krążące legendy o cudownych wydarzeniach na ruinach świątyni (w tym objawieniach Matki Bożej i św. Mikołaja), na miejscu tym wzniesiono nową drewnianą cerkiew, a po jej spłonięciu w pożarze – kolejną tego typu budowlę. Została ona zniszczona w czasie jednego z powstań kozackich, gdyż po podpisaniu aktu unii brzeskiej znalazła się w rękach unitów. Trzecia drewniana cerkiew na tym miejscu została rozebrana w 1784 w związku z odkryciem fundamentów pierwotnej, staroruskiej świątyni.
W XIX wieku podejmowana była kilkakrotnie próba zabezpieczenia odnalezionych śladów po pierwszym soborze w Owruczu, w 1860 doszło do zbiórki pieniędzy na ten cel. Ostatecznie jednak w 1876 na miejscu cerkwi wzniesiono jedynie kaplicę, zaś resztki fundamentów i murów soboru wzniesionego przez Włodzimierza Wielkiego prowizorycznie osłonięto. Dopiero w 1903 Imperatorska Komisja Archeologiczna ponownie zainteresowała się obiektem, zaś w roku następnym arcybiskup wołyński i żytomierski Antoni (Chrapowicki) wystąpił z koncepcją odbudowy soboru w jego pierwotnym kształcie. Projekt nowej cerkwi, w której mury włączono zachowane fragmenty, przygotowali architekci Szczusiew i Pokryszkin. Budynek wzniesiono z cegły wykonanej na wzór tej używanej w czasach Rusi Kijowskiej. W jego wnętrzu wykonane zostały freski wzorowane na tych zachowanych w cerkwiach Nowogrodu Wielkiego – ich autorem był malarz Błaznow. Również ikonostas i panikadiło naśladowały stylistycznie sztukę staroruską. Uroczyste poświęcenie gotowego soboru miało miejsce 3 września 1911.
W tym samym roku powołany do życia został żeński monaster św. Bazylego, dla którego wzniesiono budynek mieszkalny przy soborze. Klasztor był czynny do 1935, gdy władze stalinowskie nakazały jego zamknięcie. Mniszki wróciły do Owrucza w 1944, jednak po piętnastu latach monaster ponownie zlikwidowano. Sobór był nadal czynny jako siedziba prawosławnej parafii, zaś w czasie przygotowań do tysiąclecia chrztu Rusi został odnowiony. Od 1989 przy soborze nadal działa monaster – powrót mniszek był możliwy dzięki staraniom ówczesnego proboszcza parafii przy cerkwi, obecnego biskupa owruckiego Wissariona (Stretowycza).